# Pronkgevel

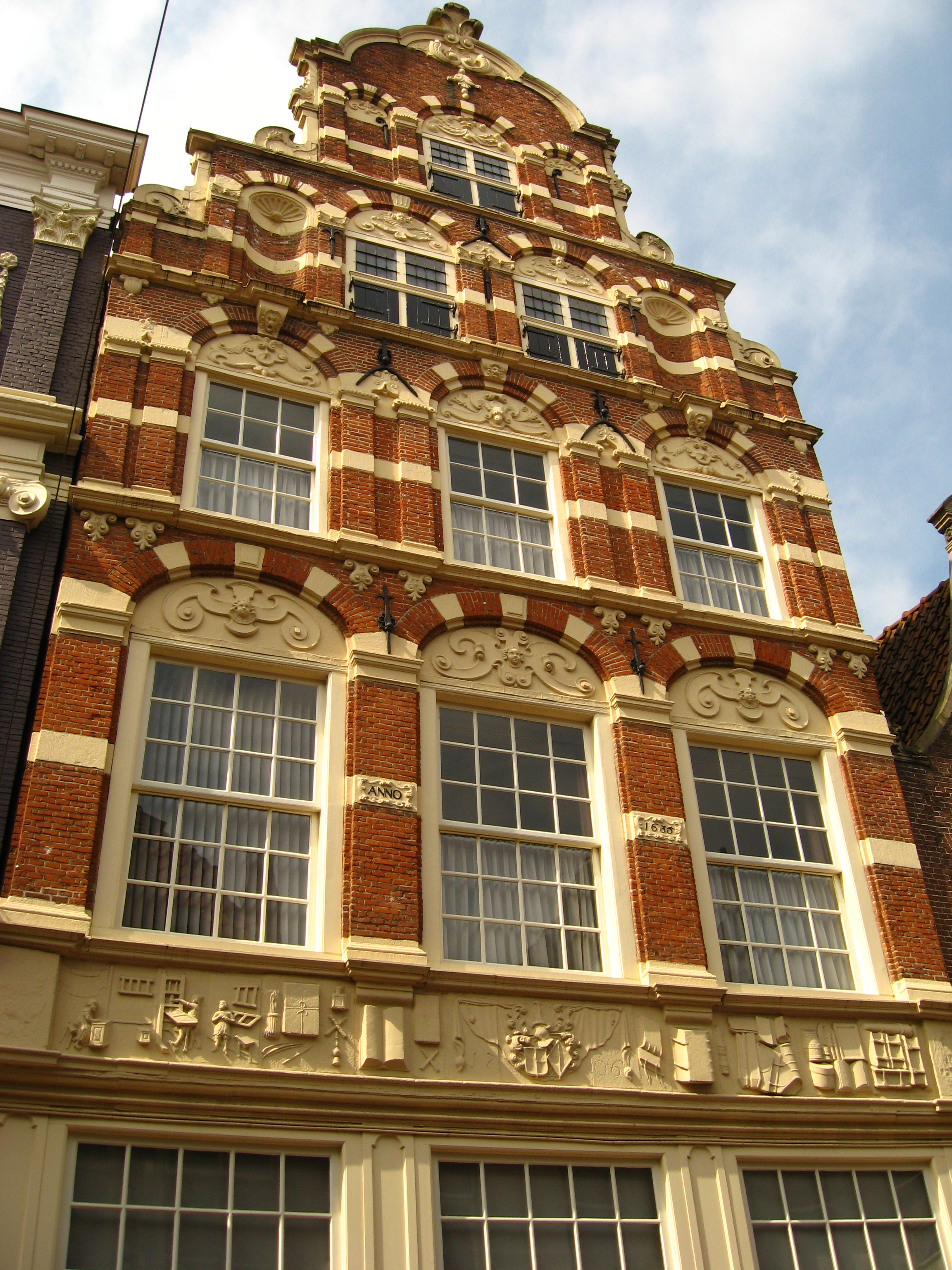
Sint Jacobsstraat 13 te Leeuwarden

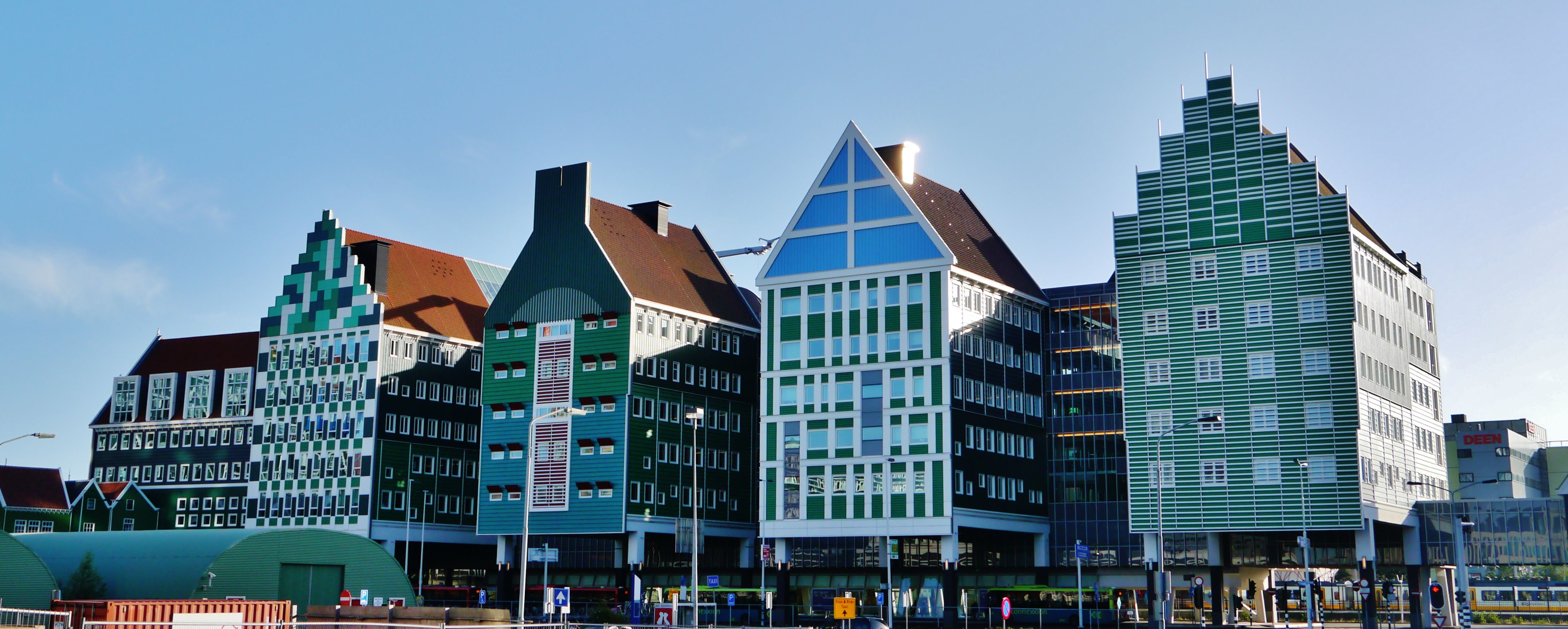
Moderne pronkgevel van het gemeentehuis van Zaanstad

Een pronkgevel is een gevel van een gebouw, dat is ontworpen om te imponeren. Het betreft meestal de voorgevel van een gebouw, maar soms de gevel aan de belangrijkste straat. Bij een pronkgevel is er veel aandacht besteed aan de architectuur, er zijn betere materialen gebruikt en decoraties benadrukken de belangrijkste onderdelen. Een pronkgevel kan ook een scherm- of schijngevel zijn, die gevels laten het pand dat er achter staat groter voorkomen dan dat het is.